# 1935-ös indianapolisi 500
A 23. alkalommal megrendezett Indianapolisi 500 mérföldes versenyt 1935. május 30-án rendezték meg.
| Helyezés | Rajthely | Rajtszám | Versenyző       | Qual    | Rank | Körök száma | Élen | Kiesés oka      |
| -------- | -------- | -------- | --------------- | ------- | ---- | ----------- | ---- | --------------- |
| 1        | 22       | 5        | Kelly Petillo   | 115,095 | 15   | 200         | 102  | Running         |
| 2        | 20       | 14       | Wilbur Shaw     | 116,854 | 7    | 200         | 5    | Running         |
| 3        | 5        | 1        | Bill Cummings   | 116,901 | 6    | 200         | 0    | Running         |
| 4        | 3        | 22       | Floyd Roberts   | 118,671 | 3    | 200         | 0    | Running         |
| 5        | 7        | 21       | Ralph Hepburn   | 115,156 | 13   | 200         | 0    | Running         |
| 6        | 19       | 9        | Shorty Cantlon  | 118,205 | 4    | 200         | 0    | Running         |
| 7        | 9        | 18       | Chet Gardner    | 114,556 | 17   | 200         | 0    | Running         |
| 8        | 13       | 16       | Deacon Litz     | 114,488 | 18   | 200         | 0    | Running         |
| 9        | 15       | 8        | Doc MacKenzie   | 114,294 | 20   | 200         | 0    | Running         |
| 10       | 17       | 34       | Chet Miller     | 113,552 | 24   | 200         | 0    | Running         |
| 11       | 8        | 19       | Fred Frame      | 114,701 | 16   | 200         | 0    | Running         |
| 12       | 4        | 36       | Louis Meyer     | 117,938 | 5    | 200         | 0    | Running         |
| 13       | 16       | 15       | Cliff Bergere   | 114,162 | 23   | 196         | 0    | Out of gas      |
| 14       | 31       | 62       | Harris Insinger | 111,729 | 30   | 185         | 0    | Flagged         |
| 15       | 21       | 4        | Al Miller       | 115,303 | 12   | 178         | 0    | Magneto         |
| 16       | 26       | 43       | Ted Horn        | 113,213 | 27   | 145         | 0    | Steering        |
| 17       | 1        | 33       | Rex Mays        | 120,736 | 1    | 123         | 89   | Spring shackle  |
| 18       | 23       | 7        | Lou Moore       | 114,180 | 22   | 116         | 0    | Rod             |
| 19       | 14       | 37       | George Connor   | 114,321 | 19   | 112         | 0    | Felfüggesztés   |
| 20       | 10       | 2        | Mauri Rose      | 116,470 | 9    | 103         | 0    | Studs           |
| 21       | 6        | 44       | Tony Gulotta    | 115,459 | 11   | 102         | 0    | Magneto         |
| 22       | 30       | 39       | Jimmy Snyder    | 112,249 | 29   | 97          | 0    | Spring          |
| 23       | 24       | 41       | Frank Brisko    | 113,307 | 26   | 79          | 0    | Universal joint |
| 24       | 27       | 42       | Johnny Seymour  | 112,696 | 28   | 71          | 0    | Grease leak     |
| 25       | 12       | 17       | Babe Stapp      | 116,736 | 8    | 70          | 4    | Hűtő            |
| 26       | 29       | 35       | George Bailey   | 113,432 | 25   | 65          | 0    | Steering        |
| 27       | 11       | 3        | Russ Snowberger | 114,209 | 21   | 59          | 0    | Exhaust pipe    |
| 28       | 32       | 26       | Louis Tomei     | 110,794 | 32   | 47          | 0    | Szelepek        |
| 29       | 33       | 46       | Bob Sall        | 110,519 | 33   | 47          | 0    | Steering        |
| 30       | 2        | 6        | Al Gordon       | 119,481 | 2    | 17          | 0    | Crash T4        |
| 31       | 28       | 27       | Freddy Winnai   | 115,138 | 14   | 16          | 0    | Rod             |
| 32       | 25       | 45       | Clay Weatherly  | 115,902 | 10   | 9           | 0    | Crash T4        |
| 33       | 18       | 66       | Harry McQuinn   | 111,111 | 31   | 4           | 0    | Rod             |